# 格蘭特縣 (印地安納州)
格蘭特縣（英語：Grant County）是美國印地安納州東部的一個縣。面積1,074平方公里。根據美國2000年人口普查，共有人口73,403人。縣治馬里昂（Marion）。
縣政府成立於1832年4月1日。縣名紀念肯塔基州的Samuel Grant和Moses Grant上校。